# Semi-algebraïsche verzameling
In de algebraïsche meetkunde is een semi-algebraïsche verzameling een deelverzameling van een n-dimensionale ruimte gedefinieerd door een eindige combinatie van polynomiale (on)gelijkheden. Ook de vereniging en/of doorsnede van een eindig aantal van dergelijke verzamelingen is een semi-algebraïsche verzameling.

## Definitie
Een semi-algebraïsche verzameling {\displaystyle A\subset \mathbb {R} ^{n}} wordt gedefinieerd als:
{\displaystyle A=\bigcup _{\ell =1}^{m}\{x\in {\mathbb {R} }^{n}\mid p_{j\ell }(x)~\epsilon _{j\ell }~0,\ j=1,\ldots ,k\}}.
waarbij:
{\displaystyle p_{j\ell }}, reële polynomen, met {\displaystyle j=1,\ldots ,k}, {\displaystyle \ell =1,\ldots ,m}
{\displaystyle \epsilon _{j\ell }}, een van de volgende relaties: >, = of <

## Eigenschappen
- Het complement van een semi-algebraïsche verzameling is opnieuw een semi-algebraïsche verzameling.[1]
- De stelling van Tarski-Seidenberg garandeert dat een projectie van een semi-algebraïsche verzameling opnieuw een semi-algebraïsche verzameling is.[1] Eliminatie is ook altijd mogelijk voor stelsels van reële algebraïsche vergelijkingen. Deze stelling geldt niet als men "reële" vervangt door "gehele".

## Voorbeeld
We definiëren:
{\displaystyle S_{1}=\{(x,y)\in \mathbb {R} ^{2}\ |\ x^{2}+y^{2}-4<0\}}
{\displaystyle S_{2}=\{(x,y)\in \mathbb {R} ^{2}\ |\ x+y-1=0\}}
Enkele semi-algebraïsche verzamelingen kunnen geconstrueerd worden met de genoemde verzamelingen:
{\displaystyle S_{3}=S_{1}\cup S_{2}}
{\displaystyle S_{4}=S_{1}\cap S_{2}}
De verzameling {\displaystyle S_{4}} kan ook gedefinieerd worden als:
{\displaystyle S_{4}=\{(x,y)\in \mathbb {R} ^{2}\ |\ x^{2}+y^{2}-4<0,\ x+y-1=0\}}